# Convenzione di Ginevra sulla circolazione stradale
La Convenzione di Ginevra sulla circolazione stradale, firmata il 19 settembre 1949 a Ginevra, rappresentò un momento di pacificazione e cooperazione internazionale che nel secondo dopoguerra permise di superare due differenti atti analoghi firmati in Europa e negli Stati Uniti d'America.
Tesa a regolamentare la circolazione veicoli fra tutti i Paesi aderenti alle Nazioni Unite, la stessa fu in seguito superata dall'analoga convenzione di Vienna nel 1968.

## Contesto storico
La convenzione fu siglata a Ginevra quale atto finale della "conferenza delle Nazioni Unite sui trasporti stradali ed i trasporti automobilistici" e assieme ad essa vennero altresì firmati due protoccolli relativi l'uno "ai Paesi e Territori occupati" e l'altro "alla segnalazione stradale".
La convenzione, entrata in vigore il 26 marzo 1952, consentì di abolire, mediante l'apposito articolo 30, la convenzione di Parigi del 1926 e la convenzione "inter-americana" di Washington del 1943.
Rispetto ai precedenti trattati, il primo dei quali fu la Convenzione internazionale relativa alla circolazione della automobili firmata anch'essa a Parigi nel 1909, la convenzione di Ginevra si focalizzò particolarmente sugli aspetti relativi alla sicurezza nella circolazione stradale.
Il documento sottoscritto dai 95 Paesi interessati fu superato nel 1968 dalla convenzione di Vienna, che ne consentì di fatto un aggiornamento e approfondimento.
In seguito, il 1º maggio 1971, la città di Ginevra fu nuovamente sede di firma di una convenzione internazionale sulla circolazione stradale, questa volta limitata all'ambito europeo, integrazione della convenzione di Vienna.